# 贝多拉君
贝多拉君（开发代号：KUR-1246、MN-221）是一种含氮有机化合物，分子式C24H32N2O5，用作拟交感神经药和支气管扩张药等藥品。